# 스리랑카 축구 국가대표팀
스리랑카 축구 국가대표팀(싱할라어: ශ්‍රී ලංකා පාපන්දු කණ්ඩායම)은 스리랑카를 대표하는 축구 국가대표팀으로 스리랑카 축구 연맹에서 관리한다. 아시아 축구 연맹 회원국 중 FIFA 랭킹 최하위에 머물러 있는 최약체팀으로 1952년 1월 1일 인도와의 국제 경기 데뷔전에서 1-2로 패했다.

## 국제 대회 경력

### FIFA 월드컵
2006년 FIFA 월드컵 아시아 지역 1차 예선에서 라오스를 상대로 1·2차전 합계 3-0 완승을 거두며 사상 첫 2차 예선 진출에 성공했고 2차 예선에서는 비록 2무 4패·8조 최하위에 머물렀지만 8경기 1승 3무 4패의 나름 괜찮은 성적을 거두었다.

### AFC 아시안컵
캄보디아와의 2027년 AFC 아시안컵 예선 플레이오프에서 1·2차전 합계 2-2로 비긴 뒤 승부차기에서 4-2로 승리를 거두며 사상 첫 아시안컵 최종 예선 진출에 성공했다.

### AFC 챌린지컵
챌린지컵 본선에는 3번 출전하여 이 가운데 초대 대회인 2006년 대회에서 준우승을 차지했는데 이는 스리랑카가 AFC 주관 대회에서 거둔 역대 최고 성적이며 이 대회가 2014년 대회를 끝으로 폐지되면서 이 대회 통산 랭킹에서 9위에 랭크되었다.

### AFC 솔리대리티컵
2018년 FIFA 월드컵 아시아 지역 1차 예선 탈락팀 자격으로 2016년 초대 대회에 참가했으나 1무 2패·B조 최하위에 머무르며 조별리그 탈락을 확정지었으며 대회 최종 순위에서도 7팀 중 꼴찌로 마무리했다.

### SAFF 챔피언십
SAFF 챔피언십에는 12번 출전하여 이 가운데 자국에서 열린 1995년 대회에서 우승컵을 들어올렸고 초대 대회인 1993년 대회에서는 준우승을 차지하는 등 6번의 대회에서 4강 이상의 성적을 거두었다.

### 남아시아 경기 대회
성인대표팀 시절에는 8번 출전하여 동메달 2개(1993년, 1995년)를 획득했고 U-23 대표팀으로는 5번 출전하여 은메달 1개(2006년), 동메달 1개(2004년)를 수확했다.

## FIFA 월드컵
| 년도   | 결과      | 순위      | 경기      | 승        | 무*       | 패        | 득점      | 실점      | 승점      | 경기                                        | 승                                          | 무*                                         | 패                                          | 득점                                        | 실점                                        | 승점                                        |
| ------ | --------- | --------- | --------- | --------- | --------- | --------- | --------- | --------- | --------- | ------------------------------------------- | ------------------------------------------- | ------------------------------------------- | ------------------------------------------- | ------------------------------------------- | ------------------------------------------- | ------------------------------------------- |
| 1930년 | 독립 이전 | 독립 이전 | 독립 이전 | 독립 이전 | 독립 이전 | 독립 이전 | 독립 이전 | 독립 이전 | 독립 이전 | 독립 이전                                   | 독립 이전                                   | 독립 이전                                   | 독립 이전                                   | 독립 이전                                   | 독립 이전                                   | 독립 이전                                   |
| 1934년 | 독립 이전 | 독립 이전 | 독립 이전 | 독립 이전 | 독립 이전 | 독립 이전 | 독립 이전 | 독립 이전 | 독립 이전 | 독립 이전                                   | 독립 이전                                   | 독립 이전                                   | 독립 이전                                   | 독립 이전                                   | 독립 이전                                   | 독립 이전                                   |
| 1938년 | 독립 이전 | 독립 이전 | 독립 이전 | 독립 이전 | 독립 이전 | 독립 이전 | 독립 이전 | 독립 이전 | 독립 이전 | 독립 이전                                   | 독립 이전                                   | 독립 이전                                   | 독립 이전                                   | 독립 이전                                   | 독립 이전                                   | 독립 이전                                   |
| 1950년 | 비회원국  | 비회원국  | 비회원국  | 비회원국  | 비회원국  | 비회원국  | 비회원국  | 비회원국  | 비회원국  | 비회원국                                    | 비회원국                                    | 비회원국                                    | 비회원국                                    | 비회원국                                    | 비회원국                                    | 비회원국                                    |
| 1954년 | 불참      | 불참      | 불참      | 불참      | 불참      | 불참      | 불참      | 불참      | 불참      | 불참                                        | 불참                                        | 불참                                        | 불참                                        | 불참                                        | 불참                                        | 불참                                        |
| 1958년 | 불참      | 불참      | 불참      | 불참      | 불참      | 불참      | 불참      | 불참      | 불참      | 불참                                        | 불참                                        | 불참                                        | 불참                                        | 불참                                        | 불참                                        | 불참                                        |
| 1962년 | 불참      | 불참      | 불참      | 불참      | 불참      | 불참      | 불참      | 불참      | 불참      | 불참                                        | 불참                                        | 불참                                        | 불참                                        | 불참                                        | 불참                                        | 불참                                        |
| 1966년 | 불참      | 불참      | 불참      | 불참      | 불참      | 불참      | 불참      | 불참      | 불참      | 불참                                        | 불참                                        | 불참                                        | 불참                                        | 불참                                        | 불참                                        | 불참                                        |
| 1970년 | 불참      | 불참      | 불참      | 불참      | 불참      | 불참      | 불참      | 불참      | 불참      | 불참                                        | 불참                                        | 불참                                        | 불참                                        | 불참                                        | 불참                                        | 불참                                        |
| 1974년 | 불참      | 불참      | 불참      | 불참      | 불참      | 불참      | 불참      | 불참      | 불참      |                                             |                                             |                                             |                                             |                                             |                                             |                                             |
| 1978년 | 기권      | 기권      | 기권      | 기권      | 기권      | 기권      | 기권      | 기권      | 기권      | 기권                                        | 기권                                        | 기권                                        | 기권                                        | 기권                                        | 기권                                        | 기권                                        |
| 1982년 | 불참      | 불참      | 불참      | 불참      | 불참      | 불참      | 불참      | 불참      | 불참      | 불참                                        | 불참                                        | 불참                                        | 불참                                        | 불참                                        | 불참                                        | 불참                                        |
| 1986년 | 불참      | 불참      | 불참      | 불참      | 불참      | 불참      | 불참      | 불참      | 불참      | 불참                                        | 불참                                        | 불참                                        | 불참                                        | 불참                                        | 불참                                        | 불참                                        |
| 1990년 | 불참      | 불참      | 불참      | 불참      | 불참      | 불참      | 불참      | 불참      | 불참      | 불참                                        | 불참                                        | 불참                                        | 불참                                        | 불참                                        | 불참                                        | 불참                                        |
| 1994년 | 예선 탈락 | 예선 탈락 | 예선 탈락 | 예선 탈락 | 예선 탈락 | 예선 탈락 | 예선 탈락 | 예선 탈락 | 예선 탈락 | 8                                           | 0                                           | 0                                           | 8                                           | 0                                           | 26                                          | 0                                           |
| 1998년 | 예선 탈락 | 예선 탈락 | 예선 탈락 | 예선 탈락 | 예선 탈락 | 예선 탈락 | 예선 탈락 | 예선 탈락 | 예선 탈락 | 3                                           | 1                                           | 1                                           | 1                                           | 4                                           | 4                                           | 4                                           |
| 2002년 | 예선 탈락 | 예선 탈락 | 예선 탈락 | 예선 탈락 | 예선 탈락 | 예선 탈락 | 예선 탈락 | 예선 탈락 | 예선 탈락 | 6                                           | 1                                           | 1                                           | 4                                           | 8                                           | 20                                          | 4                                           |
| 2006년 | 예선 탈락 | 예선 탈락 | 예선 탈락 | 예선 탈락 | 예선 탈락 | 예선 탈락 | 예선 탈락 | 예선 탈락 | 예선 탈락 | 8                                           | 1                                           | 3                                           | 4                                           | 7                                           | 11                                          | 6                                           |
| 2010년 | 예선 탈락 | 예선 탈락 | 예선 탈락 | 예선 탈락 | 예선 탈락 | 예선 탈락 | 예선 탈락 | 예선 탈락 | 예선 탈락 | 2                                           | 0                                           | 0                                           | 2                                           | 0                                           | 6                                           | 0                                           |
| 2014년 | 예선 탈락 | 예선 탈락 | 예선 탈락 | 예선 탈락 | 예선 탈락 | 예선 탈락 | 예선 탈락 | 예선 탈락 | 예선 탈락 | 2                                           | 0                                           | 1                                           | 1                                           | 1                                           | 5                                           | 1                                           |
| 2018년 | 예선 탈락 | 예선 탈락 | 예선 탈락 | 예선 탈락 | 예선 탈락 | 예선 탈락 | 예선 탈락 | 예선 탈락 | 예선 탈락 | 2                                           | 0                                           | 0                                           | 2                                           | 1                                           | 3                                           | 0                                           |
| 2022년 | 예선 탈락 | 예선 탈락 | 예선 탈락 | 예선 탈락 | 예선 탈락 | 예선 탈락 | 예선 탈락 | 예선 탈락 | 예선 탈락 | 8                                           | 1                                           | 0                                           | 7                                           | 5                                           | 24                                          | 3                                           |
| 2026년 | 예선 탈락 | 예선 탈락 | 예선 탈락 | 예선 탈락 | 예선 탈락 | 예선 탈락 | 예선 탈락 | 예선 탈락 | 예선 탈락 | 2                                           | 0                                           | 1                                           | 1                                           | 1                                           | 4                                           | 1                                           |
| 합계   |           |           |           |           |           |           |           |           |           | 38                                          | 4                                           | 6                                           | 28                                          | 26                                          | 94                                          | 18                                          |
| 순위   |           |           |           |           |           |           |           |           |           | 월드컵 예선 승점 순위 : 173위 (아시아 35위) | 월드컵 예선 승점 순위 : 173위 (아시아 35위) | 월드컵 예선 승점 순위 : 173위 (아시아 35위) | 월드컵 예선 승점 순위 : 173위 (아시아 35위) | 월드컵 예선 승점 순위 : 173위 (아시아 35위) | 월드컵 예선 승점 순위 : 173위 (아시아 35위) | 월드컵 예선 승점 순위 : 173위 (아시아 35위) |

## AFC 아시안컵
- 1956년 ~ 1968년 - 기권
- 1972년 - 예선 탈락
- 1976년 - 기권
- 1980년 - 예선 탈락
- 1984년 - 예선 탈락
- 1988년 ~ 1992년 - 불참
- 1996년 ~ 2004년 - 예선 탈락
- 2007년 - 기권
- 2011년 ~ 2023년 - 예선 탈락
- 2027년 - 진행중(플레이오프 예선으로 전환)

### AFC 아시안컵 (예선)
| 1956년 | 기권              | 기권              | 기권              | 기권              | 기권              | 기권              | 기권              |                   |                   |
| 1960년 | 기권              | 기권              | 기권              | 기권              | 기권              | 기권              | 기권              |                   |                   |
| 1964년 | 기권              | 기권              | 기권              | 기권              | 기권              | 기권              | 기권              |                   |                   |
| 1968년 | 기권              | 기권              | 기권              | 기권              | 기권              | 기권              | 기권              |                   |                   |
| 1972년 | 3                 | 0                 | 0                 | 3                 | 1                 | 10                | 0                 |                   |                   |
| 1976년 | 기권              | 기권              | 기권              | 기권              | 기권              | 기권              | 기권              |                   |                   |
| 1980년 | 4                 | 1                 | 0                 | 3                 | 5                 | 12                | 3                 |                   |                   |
| 1984년 | 4                 | 1                 | 1                 | 2                 | 6                 | 11                | 4                 |                   |                   |
| 1988년 | 불참              | 불참              | 불참              | 불참              | 불참              | 불참              | 불참              |                   |                   |
| 1992년 | 불참              | 불참              | 불참              | 불참              | 불참              | 불참              | 불참              |                   |                   |
| 1996년 | 6                 | 2                 | 0                 | 4                 | 5                 | 25                | 6                 |                   |                   |
| 2000년 | 4                 | 0                 | 0                 | 4                 | 2                 | 18                | 0                 |                   |                   |
| 2004년 | 8                 | 2                 | 0                 | 6                 | 6                 | 26                | 6                 |                   |                   |
| 2007년 | 기권              | 기권              | 기권              | 기권              | 기권              | 기권              | 기권              |                   |                   |
| 2011년 | AFC 챌린지컵 배정 | AFC 챌린지컵 배정 | AFC 챌린지컵 배정 | AFC 챌린지컵 배정 | AFC 챌린지컵 배정 | AFC 챌린지컵 배정 | AFC 챌린지컵 배정 | AFC 챌린지컵 배정 | AFC 챌린지컵 배정 |
| 2015년 | AFC 챌린지컵 배정 | AFC 챌린지컵 배정 | AFC 챌린지컵 배정 | AFC 챌린지컵 배정 | AFC 챌린지컵 배정 | AFC 챌린지컵 배정 | AFC 챌린지컵 배정 | AFC 챌린지컵 배정 | AFC 챌린지컵 배정 |
| 2019년 | 2                 | 0                 | 0                 | 2                 | 1                 | 3                 | 0                 |                   |                   |
| 2023년 | 11                | 1                 | 0                 | 10                | 5                 | 30                | 3                 |                   |                   |
| 2027년 | 진행중            | 진행중            | 진행중            | 진행중            | 진행중            | 진행중            | 진행중            |                   |                   |
| 합계   | 31                | 6                 | 1                 | 24                | 26                | 105               | 19                |                   |                   |

## AFC 챌린지컵
| 년도   | 결과        | 경기      | 승        | 무*       | 패        | 득점      | 실점      | 승점      |
| ------ | ----------- | --------- | --------- | --------- | --------- | --------- | --------- | --------- |
| 2006년 | 준우승      | 6         | 3         | 2         | 1         | 6         | 5         | 11        |
| 2008년 | 조별리그    | 3         | 0         | 0         | 3         | 1         | 9         | 0         |
| 2010년 | 조별리그    | 3         | 1         | 0         | 2         | 4         | 7         | 3         |
| 2012년 | 예선 탈락   | 예선 탈락 | 예선 탈락 | 예선 탈락 | 예선 탈락 | 예선 탈락 | 예선 탈락 | 예선 탈락 |
| 2014년 | 예선 탈락   | 예선 탈락 | 예선 탈락 | 예선 탈락 | 예선 탈락 | 예선 탈락 | 예선 탈락 | 예선 탈락 |
| 합계   | 준우승(1회) | 12        | 4         | 2         | 6         | 11        | 21        | 14        |

- 붉은색의 굵은 테두리는 개최국임을 의미한다.

## 남아시아 축구 선수권 대회
| SAFF 남아시아컵 기록 | SAFF 남아시아컵 기록 | SAFF 남아시아컵 기록 | SAFF 남아시아컵 기록 | SAFF 남아시아컵 기록 | SAFF 남아시아컵 기록 | SAFF 남아시아컵 기록 | SAFF 남아시아컵 기록 | SAFF 남아시아컵 기록 | SAFF 남아시아컵 기록 |
| 년도                 | 결과                 | 순위                 | 경기                 | 승                   | 무*                  | 패                   | 득점                 | 실점                 | 승점                 |
| -------------------- | -------------------- | -------------------- | -------------------- | -------------------- | -------------------- | -------------------- | -------------------- | -------------------- | -------------------- |
| 1993년               | 결선리그             | 준우승               | 3                    | 1                    | 1                    | 1                    | 4                    | 2                    | 4                    |
| 1995년               | 우승                 | 1위                  | 3                    | 2                    | 1                    | 0                    | 5                    | 3                    | 7                    |
| 1997년               | 4강                  | 4위                  | 4                    | 2                    | 0                    | 2                    | 6                    | 4                    | 6                    |
| 1999년               | 예선탈락             | 5위                  | 2                    | 0                    | 1                    | 1                    | 2                    | 3                    | 1                    |
| 2003년               | 예선탈락             | 5위                  | 3                    | 1                    | 1                    | 1                    | 3                    | 3                    | 4                    |
| 2005년               | 예선탈락             | 7위                  | 3                    | 0                    | 0                    | 3                    | 1                    | 5                    | 0                    |
| 2008년               | 4강                  | 3위                  | 4                    | 2                    | 1                    | 1                    | 5                    | 3                    | 7                    |
| 2009년               | 4강                  | 4위                  | 4                    | 2                    | 0                    | 2                    | 9                    | 7                    | 6                    |
| 2011년               | 예선탈락             | 6위                  | 3                    | 1                    | 0                    | 2                    | 4                    | 6                    | 3                    |
| 2013년               | 예선탈락             | 6위                  | 3                    | 1                    | 0                    | 2                    | 6                    | 15                   | 3                    |
| 2015년               | 4강                  | 4위                  | 2                    | 1                    | 0                    | 2                    | 1                    | 7                    | 3                    |
| 합계                 | 11회 출전(11/11)     | 우승(1회)            | 34                   | 13                   | 5                    | 17                   | 46                   | 58                   | 44                   |

## AFC 솔리대리티컵
| AFC 솔리대리티컵 기록 | AFC 솔리대리티컵 기록 | AFC 솔리대리티컵 기록 | AFC 솔리대리티컵 기록 | AFC 솔리대리티컵 기록 | AFC 솔리대리티컵 기록 | AFC 솔리대리티컵 기록 | AFC 솔리대리티컵 기록 | AFC 솔리대리티컵 기록 | AFC 솔리대리티컵 기록 |
| 년도                  | 결과                  | 순위                  | 경기                  | 승                    | 무*                   | 패                    | 득점                  | 실점                  | 승점                  |
| --------------------- | --------------------- | --------------------- | --------------------- | --------------------- | --------------------- | --------------------- | --------------------- | --------------------- | --------------------- |
| 2016년                | 조별리그              | 7위                   | 3                     | 0                     | 1                     | 2                     | 2                     | 5                     | 1                     |
| 합계                  | 1회 출전(1/1)         | 조별리그(1회)         | 3                     | 0                     | 1                     | 2                     | 2                     | 5                     | 1                     |

## 주요 선수
- 수잔 페레라
- 반다라 와라카고다
- 카빈두 이샨
- 조하르 모하메드 자르완
- 수바슈 마두샨
- 차미라 사지트
- 모하메드 리프나스
- 아시쿠르 라후만

## 역대 감독
| 감독 | 임기        |
| ---- | ----------- |
| 장정 | 2007 ~ 2012 |